# دریاچه حمار

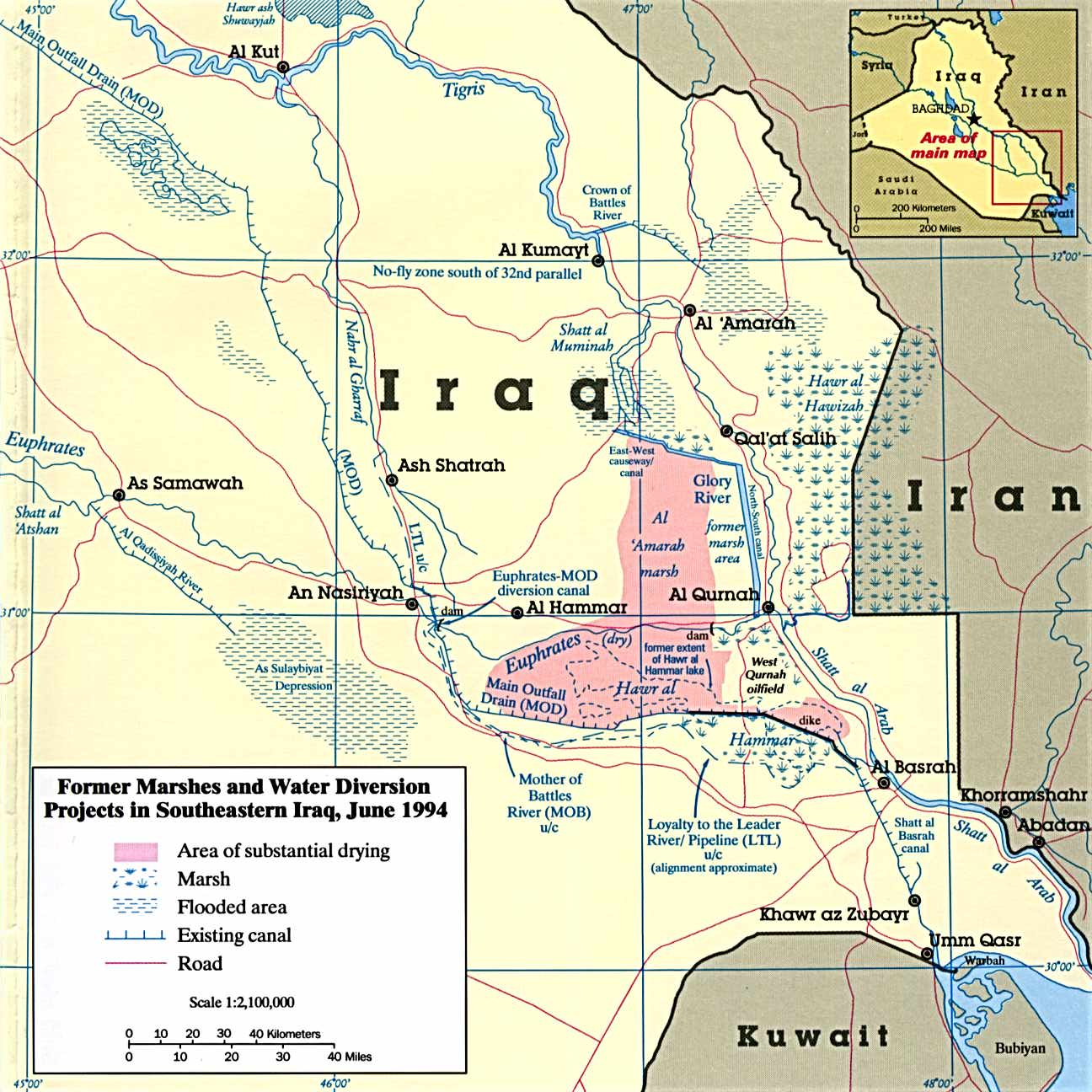
دریاچه هور حمار در نقشه

دریاچه حمّار یک دریاچه آب شور در جنوب‌شرقی عراق است که در هور حمار قرار دارد. مساحت این دریاچه حدود ۶۰۰ تا ۱٬۳۵۰ کیلومتر مربع است. سطح آب دریاچه در نوسان است و حداکثر عمق آن از ۱٫۸ متر (زمستان) تا ۳٫۰ متر (بهار) متغیر است. این دریاچه یک تالاب مهم برای پرندگان است. عرب‌های هور ساکنان بومی این منطقه هستند و برخی از آنها روستاهایی را در جزایر مصنوعی و شناور ایجاد کرده‌اند.
دریاچه‌وار حمار عارضه‌ای بر روی تیتان، قمر زحل است که به نام این دریاچه نام‌گذاری شده‌است.